# Элайху (тайное общество)
«Элайху» (англ. Elihu) — тайное общество студентов Йельского университета. Основано в 1903 году. Это шестое по времени возникновения тайное общество студентов Йеля. Названо по имени Элайху Йеля, британского купца, губернатора Британской Ост-Индской компании, спонсора Энциклопедической школы штата Коннектикут, которая в 1718 году была названа в его честь Йельским колледжем.

## Члены общества
- Зе, Сара, американская художница

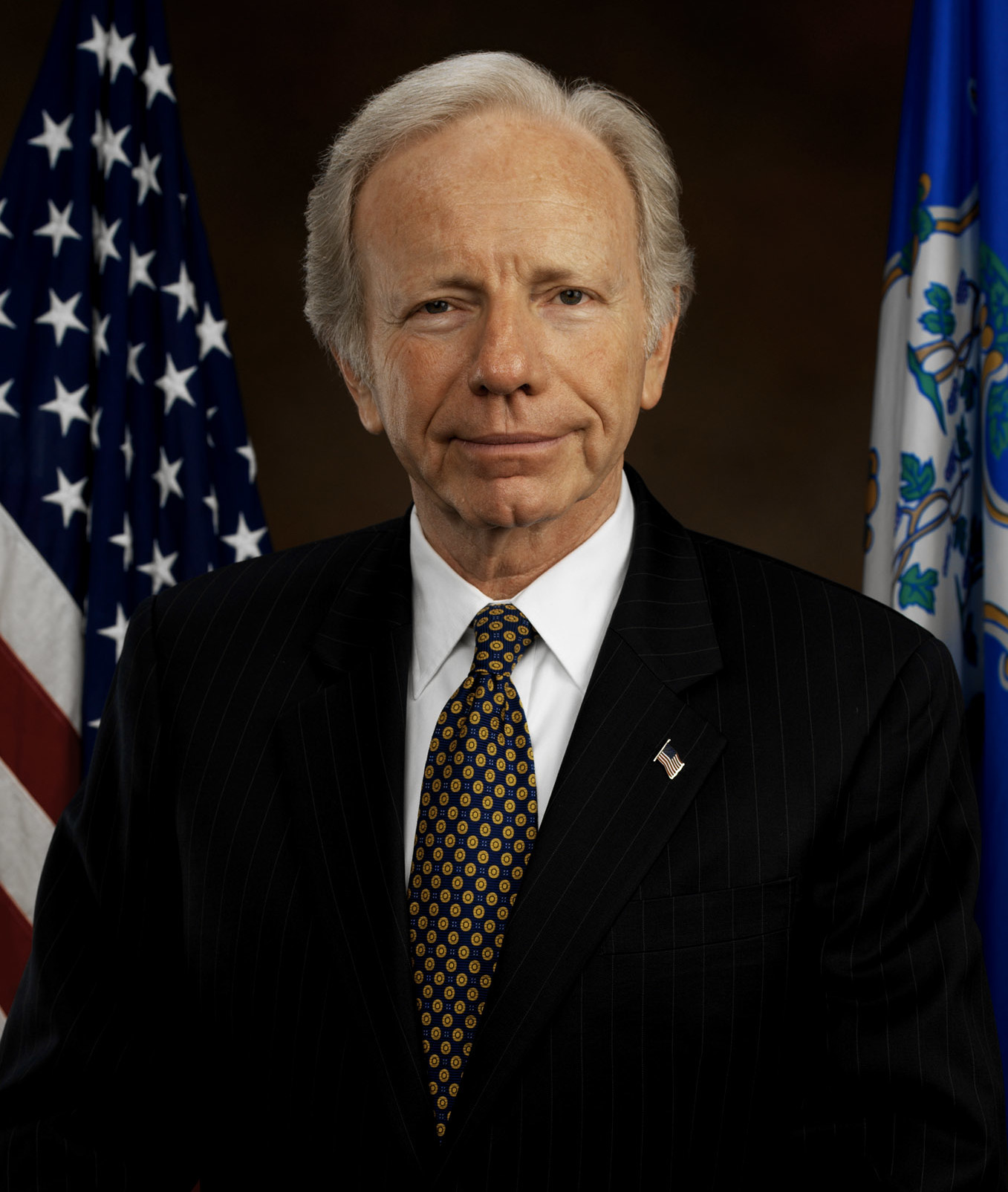
Джозеф Либерман

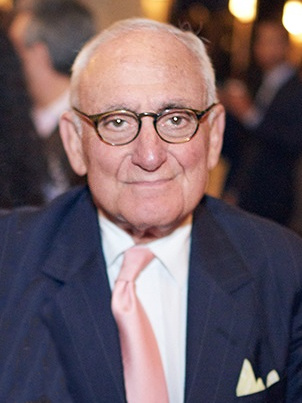
Роберт Стерн

- Кауфман, Ллойд, американский режиссёр, продюсер, сценарист, актер, композитор
- Либерман, Джозеф, американский политик, сенатор США от штата Коннектикут (1989—2013), кандидат на пост вице-президента США от Демократической партии на выборах 2000 г., член Демократической партии (1989—2006)
- Мартин, Уильям Макчесни, 9-й глава Федеральной резервной системы (1951—1970)
- Негропонте, Джон, директор Национальной разведки (2005—2007), заместитель государственного секретаря США (2007—2009)
- Патаки, Джордж, американский политик-республиканец, губернатор штата Нью-Йорк (1995—2006)
- Пелли, Сесар, аргентинский архитектор (Всемирный финансовый центр в Нью-Йорке, небоскрёб One Canada Square в Лондоне, Башни Петронас в Куала-Лумпуре, Международный финансовый центр в Гонконге)
- Саловей, Питер, американский социальный психолог, 23-й президент Йельского университета
- Стерн, Роберт, американский архитектор, декан Йельской архитектурной школы
- Темплтон, Джон Маркс, американский предприниматель и филантроп
- Францискус, Джеймс, американский актер
- Уоррен, Роберт Пенн, американский писатель
- Уотерстон, Сэм, американский актер